# Модель Гіпса
Модель Гіпса — математична модель потоку мікроскопічного руху, розроблена для опису поведінки потоку машин у Великій Британії.
Модель названа в честь Пітера Гіппса, який розробив її ще в кінці 1970-х років, працюючи в Ньюкаслському університеті. Вона ґрунтується безпосередньо на поведінці водія і тривалості для автомобілів у потоці руху. Обмеження щодо параметрів водія та транспортного засобу в цілях безпеки імітують риси транспортних засобів, що рухаються слідом транспортних засобів попереду руху транспортного потоку. Модель Гіпса диференціюється за допомогою інших моделей, в якизх Гіпс використовує крок по часу {\displaystyle \tau }, щоб скоротити обчислення, необхідні для чисельного аналізу.

## Вступ
Метод моделювання окремих автомобілів вздовж безперервного простору  започаткував Чандлер(1958), Газіс (1961), Лі (1966), Бендер і Фентон (1972). У свою чергу, ці статті є основою підстави декількох робіт з середини 1950-х років. Особливе значення мають деякі з аналогів динаміки рідини та переміщення газів (Lighthill and Whitman, 1955) та Річардса (1956) постулювали густину трафіку як функцію положення, Ньюелл (1955) робить аналогію між рухом транспортного засобу вздовж малонаселеної проїжджої частини та руху газів). Перша згадка про імітацію трафіку з «високошвидкісними комп'ютерами» дається Герлогом і Матеусоном (1956) та Гудом (1956).

## Визначення
Поштовх для моделювання транспортних засобів у потоці руху та їх подальших дій та реакцій випливає з необхідності аналізу змін у параметрах проїзду. Справді, багато факторів (включаючи водія, потоки транспорту та умов проїзду і інші) впливають на поведінку дорожнього руху. Гіпс (1981) описує сучасну на той час модель, яка має такий загальний вигляд:
{\displaystyle a_{n}(t+\tau )=l_{n}{\frac {\left[v_{n-1}(t)-v_{n}(t)\right]^{k}}{\left[x_{n-1}(t)-x_{n}(t)\right]^{m}}}}
яка визначаються перш за все одним транспортним засобом (зазначеним під індексом n), за яким слідує інший (зазначається під індексом n-1); час реакції транспортного засобу, що слідує за першим; місцезнаходження, швидкість та прискорення транспортного засобу, що слідує за першим; і константи для коригування моделі в реальних умовах. Нова та вдосконалена модель Гіпса повинна задовольняти настпуні властивості: 
1. Модель повинна відображати реальні умови,
2. Параметри моделі повинні відповідати характеристикам водія, що спостерігаються, без надмірного обчислення, і,
3. Модель повинна вести себе так, як очікувалося, коли інтервал між послідовними перерахунками швидкості та положення буде таким самим, як і час реакції водія.

З міркувань безпеки Гіпс накладає обмеження на модель і припускаючи, що водій оцінить свою швидкість зважаючи на транспортний засіб попереду, щоб мати можливість повністю і безпечно зупинитися, якщо це необхідно (1981 рік). Pipes (1953 р.) та багато інших визначили наступні характеристики, які перенесли в моделі, що базуються на різних кодах водійських департаментів, які визначають безпечні швидкості для слідуванні за автомобілем, що неформально відоме як «правило двох секунд», хоча формально визначається через код.
Нотація моделі
- {\displaystyle a_{n}} — це максимальне прискорення, яке водій транспортного засобу n бажає досягнути,
- {\displaystyle b_{n}} являє собою найбільш різке гальмування що водій автомобіля n бажає зробити {\displaystyle (b_{n}<0)},
- {\displaystyle s_{n}} є ефективним розміром транспортного засобу n, тобто фізичною довжиною плюс відступ, в який транспортний засіб, що слідує за ним не бажає вторгнутися, навіть під час відпочинку,
- {\displaystyle V_{n}} — це швидкість, з якою водій транспортного засобу {\displaystyle n},
- {\displaystyle x_{n}(t)} — розташування передньої частини транспортного засобу {\displaystyle n} в час *{\displaystyle t},
- {\displaystyle v_{n}(t)} — це швидкість транспортного засобу {\displaystyle n} в час {\displaystyle t}, ш
- {\displaystyle \tau } — це очевидний час реакції, константа для всіх транспортних засобів.

Обмеження, які ведуть до розвитку
Гіпс визначає модель за сукупністю обмежень. Транспортний засіб, що їде слідом, обмежений двома обмеженнями: він не буде перевищувати бажаної швидкості водія та його вільне прискорення спочатку повинно збільшуватися зі швидкістю збільшення крутного моменту двигуна, після чого зменшуватися до нуля при досягненні бажаної швидкості.
{\displaystyle v_{n}(t+\tau )\leq v_{n}(t)+2.5a_{n}\tau (1-v_{n}/V_{n})(0.025+v_{n}(t)/V_{n})^{1/2}}
Третє обмеження, гальмування, накладається таким чином:
{\displaystyle x_{n-1}^{\ast }=x_{n-1}(t)-v_{n-1}(t)^{2}/2b_{n-1}}
для автомобіля {\displaystyle n-1} в точці {\displaystyle x_{n-1}^{\ast }}, де {\displaystyle x_{n}^{\ast }}; для транспортного засобу n визначається
{\displaystyle x_{n}^{\ast }=x_{n}(t)+\left[v_{n}(t)+v_{n}(t+\tau )\right]\tau /2-v_{n}(t+\tau )^{2}/2b_{n}} {\displaystyle t+\tau }
Для безпеки водій транспортного засобу n (автомобіль, за яким слідують) повинен забезпечити різницю між точкою, де зупиняється транспортний засіб n-1 ({\displaystyle x_{n-1}^{\ast }}) та прийнятним розміром транспортного засобу n-1 ({\displaystyle s_{n-1}}) є більшим за точку зупинки автомобіля n ({\displaystyle x_{n}^{\ast }}). Проте, Гіпс вважає, що водій автомобіля n дозволяє додатковий буфер і вводить запас надійності, затримки {\displaystyle \theta } коли водій n подороує зі швидкістю {\displaystyle v_{n}(t+\tau )}. Таким чином обмеження гальмування визначається
{\displaystyle x_{n-1}(t)-v_{n-1}(t)^{2}/2b_{n-1}-s_{n-1}\geq x_{n}(t)+\left[v_{n}(t)-v_{n}(t+\tau )\right]\tau /2-v_{n}(t+\tau )\theta -v_{n}(t+\tau )^{2}/2b_{n}}
Оскільки водій під час дорожнього руху не може оцінити {\displaystyle b_{n-1}},воно замінюється приблизною вартістю {\displaystyle {\hat {b}}}. Тому вищенаведене обмеження після заміни має винляд:
{\displaystyle -v_{n}(t+\tau )^{2}/2b_{n}+v_{n}(t+\tau )(\tau /2+\theta )-\left[x_{n-1}(t)-s_{n-1}-x_{n}(t)\right]+v_{n}(t)\tau /2+v_{n-1}(t)^{2}/2{\hat {b}}\leq 0}
Якщо введена затримка, {\displaystyle \theta }, дорівнює половині часу реакції, {\displaystyle \tau /2}, а водій готовий різко гальмувати, змодельова система продовжує інсувати без перешкод для руху. Таким чином, попереднє рівняння можна переписати з урахуванням цього висновку: 
{\displaystyle v_{n}(t+\tau )\leq b_{n}\tau +{\sqrt {b_{n}^{2}\tau ^{2}-b_{n}\left(2\left[x_{n-1}(t)-s_{n-1}-x_{n}(t)\right]-v_{n}(t)\tau -v_{n-1}(t)^{2}/{\hat {b}}\right)}}}
Якщо остаточне припущення вірне, тобто водій проїжджає так швидко і безпечно, наскільки це можливо, нова швидкість автомобіля водія задається останньою формулою, яка і є моделлю Гіпса:
{\displaystyle v_{n}(t+\tau )={\mbox{min}}\left\{v_{n}(t)+2.5a_{n}\tau (1-v_{n}(t)/V_{n})\left(0.025+v_{n}\left(t\right)/V_{n}\right)^{1/2}\right.,}
{\displaystyle \left.b_{n}\tau +{\sqrt {b_{n}^{2}\tau ^{2}-b_{n}\left[2\left[x_{n-1}(t)-s_{n-1}-x_{n}(t)\right]-v_{n}(t)\tau -v_{n-1}(t)^{2}/b\right]}}\right\}}
де перший аргумент режимів мінімізації описує незавантажену проїжджу частину і великі пробіжки, а другий аргумент описує перевантажені умови, коли пробіжки малі, а швидкість обмежена наступними транспортними засобами.
Ці два рівняння, які використовуються для визначення швидкості руху транспортного засобу у наступному етапі, є умовами вільного потоку та перевантаженого, відповідно. Якщо транспортний засіб знаходиться у вільному потоці, гілка вільного потоку рівняння вказує на те, що швидкість транспортного засобу збільшиться залежно від його поточної швидкості, швидкості, з якою водій має намір рухатися, і прискорення транспортного засобу. Аналізуючи змінні в цих двох рівняннях, стає очевидним, що, як розрив між двома транспортними засобами зменшується (тобто транспортний засіб, що їде слідом підходить до транспортного засобу, що попереду), швидкість, визначена перевантаженою гілкою рівняння, зменшиться.

## Використання чисельних методів для створення просторових діаграм
Після визначення швидкості руху транспортного засобу в наступному кроці, його позиція в наступному кроці повинна бути розрахована. Є декілька чисельних методів (Метод Рунге — Кутти), які можуть бути використані для цього, залежно від точності, яку користувач вважає за краще. Використання методів вищого порядку для обчислення позиції транспортного засобу у наступному кроці дозволить отримати результат з більшою точністю (якщо кожен метод використовує один і той же порядок кроку). Чисельні методи також можуть використовуватися для пошуку позицій транспортних засобів в інших моделях переслідуваних автомобілів, таких як модель інтелектуального водія.
Метод Ейлера (перший порядок і, мабуть, найпростіший з чисельних методів) може бути використаний для отримання точних результатів, однак часові кроки повинні бути дуже малими, в результаті чого збільшується кількість обчислень. Крім того, коли транспортний засіб припиняється і до нього наближається наступний транспортний засіб, вираз під квадратним коренем у перевантаженій частині рівняння швидкості потенційно може знизитися до нуля, якщо використовується метод Ейлера, а часовий пояс буде занадто великим. Позиція транспортного засобу у наступному кроці задається рівнянням:
x(t+τ)= x(t) +v(t)τ
Методи вищих порядків не тільки використовують швидкість у поточному часі, але швидкості з попереднього кроку, щоб отримати більш точний результат. Наприклад, Метод Хойна (другий порядок) усереднює швидкість поточного та попереднього кроків для визначення наступної позиції транспортного засобу: 
Метод Батчера (п'ятий порядок) використовує ще більш елегантне рішення для вирішення однієї і тієї ж проблеми:
x(t+τ) = x(t) + (1/90)(7k1 + 32k3 + 12k4+ 32k5 + 7k6)τ
k1 = v(t-τ)
k3 = v(t-τ) + (1/4)(v(t) - v(t-τ))
k4 = v(t-τ) + (1/2)(v(t) - v(t-τ))
k5 = v(t-τ) + (3/4)(v(t) - v(t-τ))
k6 = v(t)
Використання методів вищого порядку зменшує ймовірність того, що вирази під квадратним коренем в переповненій гілці рівняння швидкості падає нижче нуля.
Для симуляції важливо переконатися, що швидкість і розташування кожного транспортного засобу були розраховані для кроку перед тим, як визначити рух у напрямку до наступного етапу.
У 2000 році Вільсон використовував модель Гіпса для імітації поведінки водія на кільцевій дорозі. У цьому випадку кожен транспортний засіб в системі слідує за іншим транспортним засобом — лідер слідує за останнім транспортним засобом. Результати експерименту показали, що автомобілі дотримувалися вільної траєкторії прольоту часу, коли густина на кільцевій дорозі була низькою. Однак, оскільки збільшується кількість дорожніх транспортних засобів на дорозі (збільшується щільність), кінематичні хвилі починають формуватися як перевантажена частина рівняння швидкості моделі Гіпса.